# Aeroporto di Shin-Chitose
L'Aeroporto di Shin-Chitose (新千歳空港?, Shin-Chitose Kūkō) (IATA: CTS, ICAO: RJCC) è un aeroporto situato 2,7 nmi (5,0 km) Sud-Sudest delle città di Chitose e Tomakomai, nell'isola di Hokkaidō in Giappone. L'aeroporto serve l'area metropolitana di Sapporo e tutto l'Hokkaido occidentale. Inizialmente il codice IATA dell'aeroporto era SPK, ma fu in seguito utilizzato per comprendere anche il più piccolo aeroporto di Sapporo-Okadama.

## Storia
L'aeroporto di Shin-Chitose (dove Shin significa nuovo) aprì nel 1991 in sostituzione dell'adiacente aeroporto di Chitose. Quest'ultimo è diventato esclusivo per le Forze di autodifesa giapponesi, ma è ancora collegato fisicamente allo scalo civile. Nel 1994 l'aeroporto di Sapporo è diventato il primo a essere operativo per 24 ore su 24 in tutto il Giappone.
Assieme all'Aeroporto di Yuzhno-Sakhalinsk in Russia, Shin-Chitose è uno degli scali asiatici più vicini all'America del Nord, lungo il cerchio massimo, e questo lo rende molto importante anche per rifornimenti di carburante dei velivoli in scalo.

## Dati tecnici
La struttura, posta all'altitudine di 25 m/ 82 ft sul livello del mare, è dotata di un unico grande terminal, una struttura di cinque piani dove i passeggeri possono accedere sia a voli nazionali che internazionali, e di due piste, entrambe con fondo in asfalto e calcestruzzo lunghe 3 000 m per una larghezza di 60 m (9 840 x 200 ft) con orientamento 01R/19L e 01L/19R, dotate di impianto di illuminazione HIRL ad alta intensità e di sistema di atterraggio PAPI. Fa inoltre parte dell'aeroporto la struttura della Chitose Air Base, base aerea dalla Kōkū Jieitai, che occupa le precedenti strutture dell'aeroporto ed utilizza le RWY 18R/36L e 18L/36R.
L'aeroporto, di proprietà del Ministero del territorio, delle infrastrutture, dei trasporti e del turismo giapponese in collaborazione con la Hokkaidō Airport Terminal Co., Ltd. (terminal), è aperto al traffico commerciale nazionale ed internazionale.

## Collegamenti

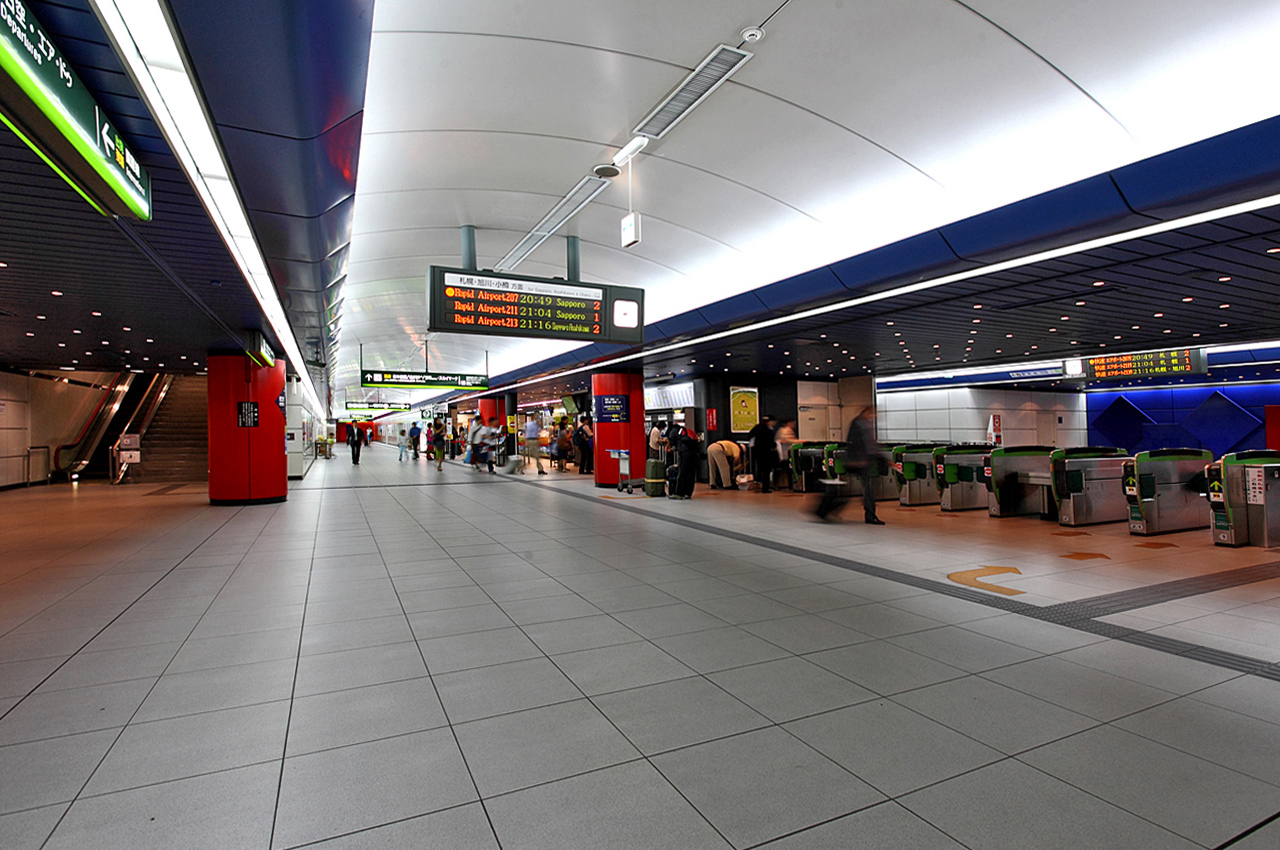
L'accesso alla stazione.

L'aeroporto è servito da una stazione ferroviaria sotterranea, ed è collegato alla stazione di Sapporo dalla JR Hokkaido tramite una diramazione della Linea Chitose con treni locali ed espressi, che proseguono per Otaru. Presso la successiva stazione di Minami-Chitose è possibile cambiare per i treni diretti a Hakodate a sud, nonché Obihiro e Kushiro a est. Oltre al trasporto su rotaia sono presenti diverse autolinee che portano in tutta l'isola.

## Statistiche
Questo grafico non è disponibile a causa di un problema tecnico.
Si prega di non rimuoverlo.
Vedi la query Wikidata di origine.